# Joan Vilaseca i Segalés
Joan Vilaseca i Segalés (Santa Coloma de Gramenet, 4 de març del 1904 – 11 de gener del 1996) fou un metge i historiador català.

## Biografia
Després dels quatre primers cursos de batxillerat a l'internat dels Escolapis de Terrassa, van passar a estudiar en un Institut de Barcelona. Va ser en aquesta època que va començar a rebre la influència del moviment nacionalista i l'amistat de poetes i artistes, que l'influirien decisivament en el futur.
Començà a estudiar Medicina a la Universitat de Barcelona, i a la facultat es relacionà amb persones que tenien ganes de revitalitzar la vida cultural de Santa Coloma. Així, al local de la Lliga Regionalista de Santa Coloma, va formar juntament amb el seu germà Manel i alguns amics com Dídac Miejimolle, Miquel Saladrigues i Josep Maria Serra, una agrupació de joventut. Aquest grup va començar a organitzar conferències, audicions i ballades de sardanes, a més d'editar els periòdics La veu del Casal i El Brollador. L'any 1928 acaba els seus estudis de medicina a l'Hospital Clínic i Provincial de Barcelona. Es va treure el títol de tisiòleg a Madrid, flexoteràpia a Sant Sebastià i octozonoteràpia a Lió (França), per passar a exercir la medicina interna i general a Santa Coloma de Gramenet, on treballà gairebé cinquanta anys, des de 1928 al 1976.
L'any 1932 es casa amb na Montserrat Giralt, filla de Joaquim Giralt i Verdaguer, destacat membre de la lliga Regionalista i del consistori barceloní. Fruit d'aquest matrimoni foren sis fills i disset nets.

### Activitat ciutadana
Presidí la Creu Roja local (1968 i 1978) i també la Corporació mèdica local i el seu nom i activitat es va fer present en moltes corporacions culturals, especialment en el C.E. Puig Castellar, d'on fou vicepresident, i en tasques del Congrés de Cultura Catalana. A més, va ser soci de nombroses entitats culturals, esportives o polítiques, entre les quals destaquen l'Orfeó Català, la Cooperativa La Colmena, Foc Nou, Els coloristes (membre fundador), Amics de la sardana, el Futbol Club Barcelona – tenia la medalla d'argent de fidelitat al club -, el futbol Club Gramenet, l'Acadèmia de Ciències Mèdiques i Convergència Democràtica.
La gran afició de la seva vida fou però la història, sobretot la de la seva ciutat, i durant les seves hores lliures es dedicava a la recerca de documents i papers que en parlessin. L'any 1979 va trobar un capitell romànic del segle X que està exposat actualment a l'església de Sant Josep Oriol. Va publicar nombrosíssims treballs sobre història antiga local, en tots els periòdics i revistes del poble. Com a gran afició de la seva tercera edat va publicar diversos llibres com Llibre de Jaume Galobardes (1973) i Història de Santa Coloma de Gramenet durant el segle xix (1980) en edicions catalana i posteriorment castellana. Als 80 anys treia la Història General de Santa Coloma (1985) i, el 1987 va publicar Biografies, mites, personatges i gent notable a Santa Coloma de Gramenet. A més a més, ha deixat inèdits els treballs Història de Santa Coloma de Gramenet de 1900 a 1937, comentaris històrics i anecdotari i La meva vida i altres històries. Va morir l'onze de gener de 1996 als 91 anys.
El doctor Vilaseca ha estat una de les personalitats més destacades de Santa Coloma de Gramenet, com podem llegir en les contraportades dels seus llibres i en diferents articles apareguts a la premsa. Actualment un dels centres d'assistència primària de la població porta el seu nom, com a reconeixement a la seva aportació a la recerca de la història de la població i a la seva contribució i participació en l'àmbit cultural local.